# تالاب انزلی
تالاب انزلی یا مُرداب انزلی 
(به گیلکی: أنزٚلی سٚل) با مساحتی حدود ۲۰ هزار هکتار در شمال ایران، واقع در استان گیلان و در نزدیکی بندر انزلی است. پهنه ابی تالاب در شهرستان انزلی قرار گرفته است. این تالاب، از مهم‌ترین و بزرگ‌ترین زیستگاه‌های طبیعی جانوران ایران است. تالاب انزلی، هر ساله پذیرای تعداد زیادی از پرندگانی است که از سوی کشورهای همسایهٔ شمالی به ایران می‌آیند. این تالاب به دلیل موقعیت جغرافیایی از نظر میزان بالای رطوبت و آب با هیچ‌یک از تالاب‌های ایران قابل مقایسه نیست. تالاب انزلی چندین جزیره را در خود جای داده است. این تالاب، شهر بندر انزلی را به دو قسمت تقسیم کرده است.

## ویژگی‌ها
ترکیب اکوسیستم‌های خشکی و دریایی موجب پدیدار شدن زیستگاه‌هایی می‌شود که به آنان تالاب یا مرداب، گفته می‌شود. بر اساس تعریف کنوانسیون رامسر، تالاب عبارت است از مناطق مردابی، آبگیر، تورب‌زار و مجموعه‌های آبی به صورت طبیعی، مصنوعی، دائم یا موقت با آب ساکن، جاری، آب شیرین، آب لب‌شور یا آب شور مشتمل بر آن دسته از آب‌های دریایی که عمق آب درکشند پایین‌تر از ۶ متر تجاوز نکند. هدف اصلی کنوانسیون رامسر در ۱۹۷۱ به امضای کشورهای متعهد از جمله ایران رسید، حفاظت و استفاده خردمندانه از تالاب‌ها از طریق اقدامات ملی و همکاری‌های بین‌المللی به منظور دستیابی به توسعه پایدار است. میزان شوری آب این تالاب در نقاط مختلف متفاوت است. در محل ورود رودها به تالاب، آب تقریباً آب شیرین است اما آب تالاب در محل اتصال تالاب به دریا، دارای آب لب‌شور است. مطالعات، نشان داده‌اند که در سدهٔ ۱۹ و در اوایل سدهٔ ۲۰، شوری آب تالاب بسیار بالاتر بوده است. وسعت تالاب نیز از دههٔ ۱۹۳۰ رو به کاهش گذاشته است و وسعت آن به کمتر از یک چهارم وسعت سابق خود، رسیده است. از سال ۲۰۰۷، به‌دلیل افزایش سطح آب دریای خزر و ورود مقدار بیشتری از آب دریا به تالاب و همچنین به‌دلیل افزایش آلاینده‌ها و املاح در آب رودهای ورودی به تالاب، شوری آب تالاب افزایش یافته است.
تالاب انزلی از نوع تالاب‌های ساحلی "Coastal Wetland" بوده و به وسیلهٔ یک کانال کشتیرانی که از طریق دو موج‌شکن واقع در تأسیسات بندرگاه انزلی حمایت و به دریای خزر متصل می‌باشد. حوضه آبریز تالاب دارای مساحتی حدود ۳۷۴ هزار هکتار است. تالاب انزلی در سال ۱۳۵۴ در فهرست تالابهای بین‌المللی کنوانسیون رامسر به ثبت رسید. "کنوانسیون رامسر، سال ۱۹۷۵" و همچنین سازمان‌های محیط‌زیستی بین‌المللی، این تالاب را به عنوان زیستگاه با اهمیت برای پرندگان تشخیص داده‌اند.
تالاب انزلی، دارای ۱۱ رود اصلی و ۳۰ رود فرعی است که پس از آبیاری مزارع و شالیزارها در بالادست، به همراه جریان‌های سطحی حوضهٔ آبریز تالاب به آن وارد می‌شوند. حداکثر عمق آب تالاب در بهار و در نواحی غربی تالاب به ۵/۲ متر می‌رسد که به دلیل نوسان‌های سطح آب دریای خزر، این مقدار متغیر است.
حوضهٔ آبریز تالاب انزلی، مساحتی برابر ۳۷۴ هزار هکتار به‌شرح زیر دارد:
- ۹/۵۳ درصد: جنگل و مرتع
- ۲/۳۳ درصد: زمین‌های کشاورزی
- ۷/۸ درصد: تالاب، آب‌بندان‌ها و استخرها
- ۷/۳ درصد: مناطق انسان‌ساخت که استفاده از زمین را به خود اختصاص داده‌اند.[۱۰]

### آب و هوا
تالاب انزلی به‌طور کلی تابستان‌های گرم و مرطوب و زمستان‌های ملایم دارد. مشخصات جوی تالاب انزلی شبیه به انزلی و غازیان است اما مقدار رطوبت تالاب بیشتر از مناطق مجاور است. حداقل دما در زمستان، نزدیک یا مساوی صفر درجه سانتی‌گراد بوده و به ندرت، به زیر صفر می‌رسد. حداکثر دما نیز، بین ۳۳ تا ۳۶ درجه سانتی‌گراد در اواسط تابستان از ایستگاه‌های هواشناسی محلی گزارش شده است.

### ژرفا
به گفته محمدجواد محمدی‌زاده، رئیس وقت سازمان محیط زیست ایران، ژرفای تالاب انزلی تا پیش از انقلاب ۱۳۵۷ ایران، حدود «۸ متر» بوده و امکان صید هفت تا هشت گونه ماهی در آن وجود داشته، اما تا تاریخ ۱۳ بهمن ۱۳۹۰ خورشیدی، به دلیل افزایش سطح رسوب‌ها، ژرفای این تالاب به «یک و نیم تا حداکثر دو متر» رسیده است.

### چگونگی پیدایش
پس از سر برآوردن باریکه خشکی انزلی و منطقه غازیان از دریا و پیشرفت خشکی از طرفین، منطقه وسیعی از دریا را از دریا جدا کرده و آن را در پشت سر خود در جنوب قرار داده و با کیلومترها فاصله از ساحل قدیمی ساحل جدیدی را تشکیل داده است. پهنهٔ آب جدا شده از دریا را که به صورت راکد در پشت باریکه خشکی انزلی و غازیان قرار گرفته تالاب یا مرداب انزلی می‌نامند.

## بوم‌شناسی
تالاب انزلی، محل تخم‌ریزی آبزیان و پناهگاه و مامن پرندگان بومی و مهاجر است. این تالاب با بیش از ۱۰۰ گونه پرنده، ۵۰ گونه ماهی و صدها گونهٔ گیاهی، اکوسیستم کم‌نظیری دارد. تالاب انزلی از مهم‌ترین منابع تکثیر و تولید ماهیان خاویاری و استخوانی دریای خزر است.
این تالاب، به واسطه گیاهان، جانوران و مورفولوژی و شکل بستر، ارتباط با دریا و رژیم رودها دارای محیط‌زیستی ویژه است. معروف‌ترین گیاه «لاله تالابی» است که تالاب را به این دلیل «مرداب لاله» می‌خوانند. تنوع زیستی بالای تالاب، آن را برای پرنده‌نگری و مطالعه پرندگان مناسب کرده است. حواصیل‌ها، اردک سانان، کشیم بزرگ، کشیم گردن‌سیاه، یلوه کوچک و کاکایی‌ها، از پرندگان این تالاب هستند.

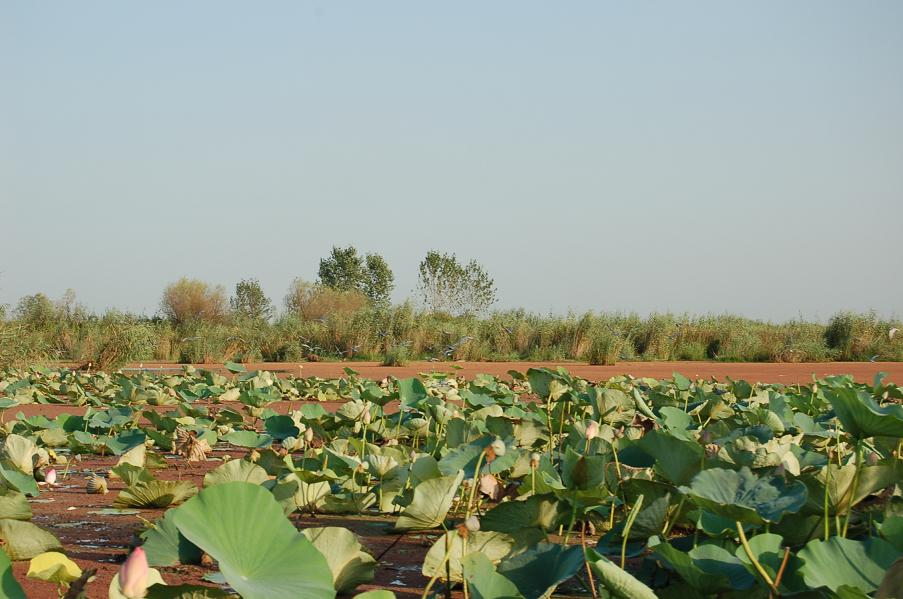
پوشش گیاهی بخشی از تالاب

### گیاهان تالاب
گیاهان این تالاب به سه دسته گیاهان غوطه‌ور، گیاهان شناور و گیاهان حاشیه‌ای تقسیم می‌شوند.
گیاهان حاشیه‌ای
در این لایه از گیاهانی نام برده می‌شود که تمام یا قسمت اعظم اندام‌های رویشی و تولید مثل گیاه در خارج از آب قرار داشته باشد اکثر گیاهان تشکیل دهنده این لایه در حاشیه مرداب و رودخانه‌های مجاور می‌رویند. در این لایه گیاهان زیر دیده می‌شوند:
نی معمولی. اسپارگانیوم. لوئی. سیرپوس. پلی گنوم. پونهٔ آبی. تیرکمان آبی. بارهنگ آبی. بوتوموس. نلومبو. دم اسب
گیاهان شناور
گیاهان این لایه در سطح آب شناور می‌باشند یعنی قسمت‌های اصلی گیاه به‌خصوص برگ‌ها به حالت شناور در سطح آب قرار می‌گیرند و قسمت‌های تولید مثلی یا به صورت شناور یا خارج از آب واقع‌اند. اندام‌های مخصوص مانند بافت‌های اسفنجی، شناوری گیاه را تسهیل می‌نمایند. اکثر گیاهان لایه شناور و رویش‌های گیاهی مرداب و رودخانه مجاور را می‌توان به شرح زیر نام برد:
اوتریکولاریا. شالوین. هیدروکاریس. عدسک سرنیزه‌ای. عدسک کوچک. عدسک چندریشه. تراپا. مریم آبی. علف هفت بند. پوتاموژتون شناور. دسپیرودلا
گیاهان غوطه‌ور
در این گیاهان، تمام یا قسمت اعظم بخش‌های رویشی و تولید مثلی گیاه به حالت غوطه‌ور در آب می‌باشد. اکثر گیاهان تشکیل دهنده لایه غوطه‌ور، پوشش گیاهی مرداب و رودخانه‌های مجاور در زیر نام برده می‌شود: میرپوفیلوم. سراتوفیلوم دمرسوم. سراتوفیلوم سابمرزوم. پوتاموژتون پکتیناتوس. هیدریلاور تیسیلاتا

## جغرافیا
تالاب انزلی در جنوب غربی سواحل دریای خزر واقع در استان گیلان، در عرض ۲۸ تا ۳۷ شمالی و طول ۲۵ تا ۴۹ شرقی واقع شده و از شمال به شهرستان بندر انزلی، از جنوب به شهرستان صومعه‌سرا، از شرق به شهرستان خمام، از جنوب شرقی به شهرستان رشت و از غرب به کپورچال و آبکنار انزلی محدود است.
مجموعه تالاب انزلی شامل ۴ بخش کلی می‌باشد:
- بخش شرقی
- بخش غربی آبکنار
- بخش مرکزی
- پناهگاه حیات‌وحش سلکه و منطقه حفاظت‌شده سیاه‌کشیم

این چهار بخش از نظر خصوصیات فیزیکوشیمیائی، مرفولوژیک، فیتواکولوژی و جغرافیائی دارای تفاوت‌های چشم‌گیری هستند.

### جزایر
تالاب انزلی دارای سه جزیره اصلی با نام‌های جزیرهٔ بزرگ، میان‌پشته و جزیرهٔ کوچک است.

### رودخانه‌های اصلی تالاب
رودخانه‌های اصلی تالاب انزلی که از طریق موج‌شکن‌هایی از جمله موج‌شکن انزلی و موج‌شکن غازیان به دریای خزر مرتبط می‌شوند، از شرق به غرب بدین ترتیب است:
- سوسر روگا
- پیربازار رود یا پیربازار روگا
- چپ‌خاله
- راست‌خاله یا نهنگ روگا
- مهدی روگا یا کلویر روگا

## واژه‌شناسی
در زبان گیلکی، واژه «همزلی» معانی نظیر سایش و نزدیکی آب و خشکی را می‌دهد که می‌تواند، برگرفته از وجود مرداب در منطقه باشد و از پیشینیان منطقه به ارث رسیده است.
- در زبان یونانی نیز واژه‌هایی نظیر «انزلیوس و انزلیا» وجود دارد به معنی «مرداب»، با توجه به اینکه جزیره و مرداب در این منطقه از قدمتی ۱۵۰۰۰ ساله برخوردار است.[۲۲]

## ثبت بین‌المللی
تالاب انزلی از جمله تالاب‌های بین‌المللی ثبت‌شده ایران است. این تالاب از نخستین تالاب‌های ثبت‌شده در کنوانسیون رامسر است که در ۲۱ دسامبر ۱۹۷۵ در این کنوانسیون، ثبت شده است.
تالاب انزلی از آن‌جا که یک تالاب بین‌المللی ثبت شده است، هم‌اکنون در فهرست مونترآل قرار گرفته است. قرار گرفتن در این فهرست به معنای این است که «تالاب در حال خشک‌شدن است و به مراقبت نیاز دارد».

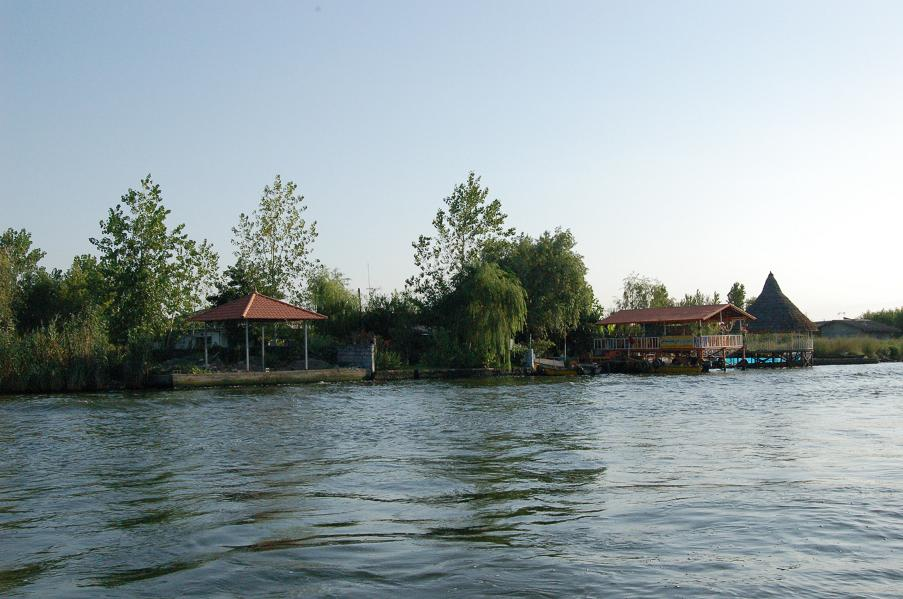
مرداب انزلی
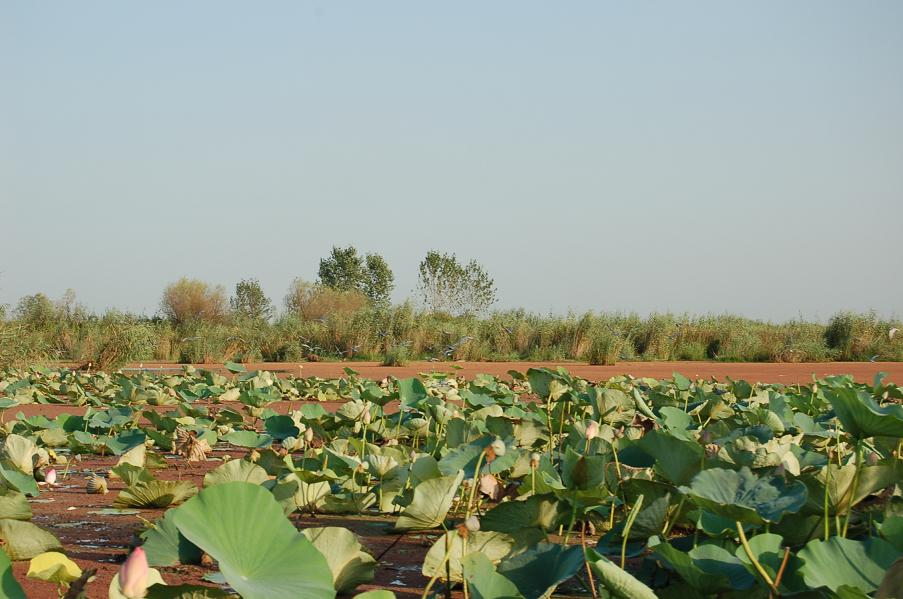
مرداب انزلی

## مشکلات زیست‌محیطی
مشکل مهم تالاب انزلی آلودگی روزافزون آب آن است. چرا که تقریباً فاضلاب تمام خانه‌های مسکونی و اغلب کارخانه‌ها و کارگاه‌های صنعتی واقع در اطراف تالاب به درون آن یا به داخل رودخانه‌هایی که به تالاب می‌ریزند سرازیر می‌شوند.
طبق نظر مؤسسهٔ استاندارد در صورتی‌که مقدار آمونیاک از ۵ درصد بیشتر و زباله‌ها و زواید این ناحیه به داخل مرداب ریخته شود تردیدی نیست که با آلوده شدن بیش از پیش آب‌های مرداب که محیط آن در گذشته به منزله بزرگ‌ترین زایشگاه و پرورش انواع ماهی فلس دار از جمله ماهی سفید به‌شمار می‌رفت باقی‌ماندهٔ منابع آبزی مرداب هم در معرض خطر انهدام قطعی قرار خواهد گرفت.
از دیگر دلایلی که موجب تهدید تالاب انزلی شده، افزایش سطح رسوب‌ها که باعث کاهش عمق این تالاب شده و هم‌چنین تغییر کاربری زمین‌ها و تبدیل بخشی از «اراضی حاشیه تالاب» به زمین‌های کشاورزی است. در همین حال فاضلاب گوهررود و زرجوب بعد از ریخته‌شدن به رودخانه پیربازار، راهی تالاب انزلی می‌شود که وضعیت آلودگی تالاب را تشدید می‌کند.
در فروردین ۱۳۹۴، مدیرکل حفاظت محیط زیست گیلان، از کاهش عمق این تالاب به کمتر از ۱ متر خبر داد و دلیل آن را ورود سالانه، ۲۵۰ هزار متر مکعب، رسوبات طبیعی و خانگی و صنعتی دانست که از ۱۰ رودخانه و ۵ شهرستان، به آن محل وارد می‌شود و نقش مهمی در خشک شدن این تالاب ایفا می‌کند.
در سال ۱۴۰۰ وضعیت تالاب انزلی به علت آتش‌سوزی بحرانی شد.

### گیاهان مهاجم
سنبل آبی، گیاهی مهاجم و بومی جنگل‌های آمازون، به‌عنوان یک تهدید جدی برای تالاب انزلی شناخته می‌شود. این گیاه با رشد سریع خود موجب کاهش تنوع زیستی، اختلال در تردد قایق‌ها و کاهش سطح آب تالاب شده است. گسترش سنبل آبی به دلیل ورود مواد مغذی از فاضلاب و کودهای کشاورزی، دمای مناسب و نبود دشمنان طبیعی تسریع شده و تعادل زیست‌محیطی تالاب را به خطر انداخته است. این گیاه با مسدود کردن آبراهه‌ها، کاهش اکسیژن آب و از بین بردن گونه‌های بومی، تأثیرات منفی گسترده‌ای بر حیات آبزیان و اکوسیستم تالاب دارد. کاهش درآمد صیادان، اختلال در قایقرانی، هزینه‌های بالای کنترل و تأثیر منفی بر گردشگری از مهم‌ترین پیامدهای اقتصادی این معضل است.
جمع‌آوری دستی و مکانیزه سنبل آبی از جمله اقدامات انجام‌شده برای کنترل این گیاه است. طرح میان‌مدت ۲۰۲۰–۲۰۳۰ برای احیای تالاب انزلی و مشارکت جوامع محلی از راهکارهای پیشنهادی برای مقابله با این بحران محسوب می‌شود. با این حال، هزینه‌های بالا و سرعت تکثیر زیاد این گیاه، کنترل آن را دشوار کرده است.

## اقدامات حفاظتی
بنا به درخواست دولت ایران، آژانس همکاری‌های بین‌المللی ژاپن، پشتیبانی خود را در اجرای پروژه‌های مطالعه مدیریت یکپارچه برای حفاظت از اکوسیستم تالاب انزلی و پروژه مدیریت اکولوژیک تالاب انزلی، آغاز کرد. بر اساس نتایج فاز اول پروژه که با همکاری دستگاه‌های ذی‌ربط با محوریت اداره کل حفاظت محیط زیست استان گیلان به انجام رسید، دولت ایران برای فاز دوم پروژه مدیریت اکولوژیک تالاب انزلی از دولت ژاپن درخواست همکاری نمود. از دستاوردهای فاز اول پروژه می‌توان به تأسیس کمیته مدیریت تالاب انزلی، تهیه طرح اجرایی طبیعت‌گردی و تهیهٔ نقشهٔ منطقه‌بندی اشاره نمود. فاز دوم پروژه که از اردیبهشت ۱۳۹۳ آغاز شده و به مدت پنج سال به طول خواهد انجامید، هدف دستیابی به نظام مدیریت فراگیر تالاب انزلی را از طریق دخیل نمودن تأثیرگذار دستگاه‌های ذی‌ربط دنبال می‌کند. . تالاب انزلی با تالاب کوشیرو در پارک ملی کوشیرو شیتسوگن رابطه «همکاری» دارد.
تالاب انزلی، واقع در کرانه دریای کاسپین (خزر)، از نظر بین‌المللی به عنوان زیستگاهی برای پرندگان مهاجر به‌شمار می‌رود. این تالاب در ژوئن ۱۹۷۵ در کنوانسیون رامسر به ثبت رسید و به دلیل گستره‌ای از فعالیت‌های انسانی مورد تخریب قرار گرفت و در سال ۱۹۹۳ به عنوان تالابی که نیازمند احیاست در فهرست مونترو به ثبت رسید. با این شرایط، و بنا به درخواست دولت ایران، آژانس همکاری‌های بین‌المللی ژاپن پشتیبانی خود را در اجرای پروژه‌های مطالعه مدیریت یکپارچه برای حفاظت از اکوسیستم تالاب انزلی و پروژه مدیریت اکولوژیک تالاب انزلی (فاز ۱ پروژه) آغاز کرد. بر اساس دست یافت‌های فاز یک پروژه که با همکاری دستگاه‌های ذی‌ربط با محوریت اداره کل حفاظت محیط زیست استان گیلان به انجام رسید، دولت ایران برای فاز دوم پروژه مدیریت اکولوژیک تالاب انزلی از دولت ژاپن درخواست همکاری نمود. از دستاوردهای فاز اول پروژه می‌توان به تأسیس کمیته مدیریت تالاب انزلی، تهیه طرح اجرایی اکوتوریسم و تهیه نقشه منطقه بندی اشاره نمود. فاز دوم پروژه که از اردیبهشت ۱۳۹۳ آغاز شده و به مدت پنج سال به طول خواهد انجامید، هدف دستیابی به نظام مدیریت فراگیر تالاب انزلی را از طریق دخیل نمودن تأثیرگذار دستگاه‌های ذی‌ربط دنبال می‌کند:

## در ادبیات
- کتاب قصه تالاب، نوشته پروین سلاجقه در سال ۱۳۷۷ خورشیدی توانست جایزهٔ کتاب سال سازمان حفاظت محیط زیست ایران را از آن خود کند.[۳۲]